# Source Code Control System
Source Code Control System（SCCS）は、世界初のソースコードバージョン管理システム。1972年、ベル研究所の Marc J. Rochkind が IBM System/370 上の OS/MVT 向けに開発した。その後、PDP-11上のUNIXに移植され、SCCS は初期のUNIXの一部とされた。SCCS のコマンドの仕様は Single UNIX Specification の一部ともなっている。
SCCS は Revision Control System(RCS)が登場するまで、ほとんど唯一のバージョン管理システムとして広く使われていた。現在、そのファイル形式は一部のバージョン管理システム内で利用されている（BitKeeper や TeamWare）。Sablime でも SCCS 形式のファイルを利用可能である。SCCS ファイル形式は interleaved delta（またはthe weave）と呼ばれる技法を使っている。この技法はバージョン管理システム開発者が最新のマージ手法の鍵として注目している（例えば、Precise Codeville など）。

## SCCS を含んでいた初期のUNIXシステム
- Programmer's Workbench UNIX
- UNIX System III
- UNIX System V